# Elimaida
|  | Aquest article tracta sobre una província de l'Imperi Aquemènida. Si cerqueu el regne independent de 147 aC a 224, vegeu «Elymais». |

Elimaida (llatí Elymais, grec Elymaia) fou una província, continuació del regne d'Elam, que formà part de la satrapia de Susiana que va existir sota l'Imperi Aquemènida i l'Imperi Selèucida i fou regió o província separada sota l'Imperi part i sota els sassànides). En general es considera que ocupava la regió entre els Zagros i Susis (la regió de Susa) però alguns autors clàssics l'esmenten com formant part d'Assíria i estenent-se des Assíria fins Susis. Plini la fa arribar fins al golf pèrsic (el mateix diu Estrabó). Ptolemeu situa el límit nord al riu Eulaeus (Eulaeos) i per l'est amb l'Oroatos, que feia frontera amb Persis o Persida, deixant també al sud el golf pèrsic. El nom deriva del antic regne d'Elam.

## Geografia
Les principals ciutats foren: 
- Selèucia del Tigris
- Soloce
- Sosirate
- Badaca
- Elymais.

Els rius principals eren l'Euleu, el Hedyphon o Hedypnus, i el Coprates.
Estava dividida en tres districtes o eparquies: Gabiana, Massabàtica i Corbiana. Els districtes de Sitacene (o Sittacene) i Apolloniatis podrien també correspondre a aquesta província. Els pobles dels cosseis (llatí cossaei), els paretaces (llatí paraetacae) i uxis (llatí uxii) vivien probablement a la província.

## Història
Susis i Elimaida tot i que tocant, eren territoris separats però a la mateixa satrapia sota els perses i els selèucides (sota aquestes formaven la saatrapia de Susiana o Susina), i ja no se sap amb els parts doncs els reis d'Elimaida pagaven tribut però mai foren totalment sotmesos. A les nacions perses d'Ezra, els elamites i els susians són esmentats per separat. El país era governat per prínceps locals. Dos sobirans són esmentats a la Bíblia: Quedorlamer (contemporani d'Abraham) i Arioch (contemporani de Nabucodonosor).

## Satrapia selèucida
Les primeres referències a un domini reial a Elimaida les dona Nearc, l'almirall d'Alexandre el Gran (336-323), en una cita conservada per Estrabó; situa Elimaida (Elymaei) al nord de la Susiana i diu que els "elymaei" eren una de les quatre tribus depredadores en el modern sud-oest de Pèrsia. Descriu el país com accidentat i proper a Susa, habitat per bandits que fien la guerra als susians. Els historiadors creuen que diverses vegades, de manera temporal, els elimaids van dominar la Susiana. Estrabó assenyala la divisió provincial (districtes interns): Gabiena (o Gabiane), Massa (Massabàtica) i Båtene Korbiane (Corbiana). Però altres autors antics inclouen també Susiana dins l'Elimaida.
El 222, el sàtrapa de Mèdia, Moló, es va revoltar contra Antíoc III Megas (223-187) amb el suport del seu germà Alexandre, sàtrapa de Persis (Fars) i va dominar la Susiana i Elimaida, però fou derrotat poc temps després 
El rei selèucida, Antíoc III el Gran (223-187 aC) tenia al seu exèrcit arquers elimais i kurds (cyrtii), i en va reunir uns quatre mil el 190 per una invasió de Grècia que no va reeixir; Appià descriu els arquers muntant a camell amb rapidesa i disparant fletxes amb habilitat. El 187 el rei Antíoc III, a causa de dificultats econòmiques (havia de pagar un tribut als romans) va decidir saquejar un temple elimaid (la ubicació del qual roman desconeguda) dedicat al deu Bel, que podria ser l'antic déu mesopotàmic Marduk, ; amb els tresors obtinguts es va dirigir a Ecbàtana on fou mort per elimais en un atemptat com a venjança pel saqueig (3 o 4 de juliol del 187). Un altre rei selèucida, Antíoc IV (Antíoc IV Epífanes 174 aC - 164 aC), fill d'Antíoc III, també hauria intentat saquejar un temple elimaid dedicat a la deessa grega Artemisa (Artemisa-Nanaïa), però va enfrontar la resistència local que va forçar a les tropes del rei a retirar-se; en la retirada hauria resultat mort el rei. A la seva mort l'imperi va començar una ràpida decadència per les crisis de successió i les guerres dinàstiques. A la satrapia de Susiana els líders locals van emergir i el nom va començar a desaparèixer de les fonts clàssiques i altres, amb menys notícies com més s'acostava l'era cristiana i encara menys posteriorment.
Vers l'140 aC Mitridates I de Pàrtia es va apoderar de Persis, Susiana i Elimaida i va envair Mesopotàmia cap a Babilònia. Susa va esdevenir una de les capitals de l'Imperi Part junt amb Ctesifont. El sobirà local d'Elimaida va reconèixer la sobirania dels parts però va conservar una autonomia important.

## Susiana i Elimaida sota els parts
Sota els parts es creu que Elimaida i Susiana formaven una unitat política autònoma o semiautònoma sota vassallatge de Pàrtia, amb el nom de Regne d'Elimaida, governada per prínceps locals. Els elimaids (la capital dels quals era possiblement Soloce), van fer la guerra contra els susians (la capital dels quals era Susa) i segons Estrabó van posar al camp un exèrcit de tretze mil cavallers. Les úniques fonts són gairebé les monedes que esmenten eals reis que gairebé no són esmentats als texts clàssics. El nombre i l'ordre dels sobirans est discutit entre els experts i encara objecte de recerques. Únicament les monedes dels reis anterior s l'era cristiana donen alguna indicació, però no estan datades. El primer rei conegut fou Kamnaskires I Sòter (vers 147) el nom del qual sembla elamita, però no se'n sap res de la seva vida.
El va succeir Kamnaskirès II Nicèfor (vers 145 a 139), del que no se sap quin parentiu tenia amb l'anterior; no s'ha establert tampoc els dominis sobre els que exercia jurisdicció, però podria arribar fins a la Mèdia, ja que les seves monedes foren encunyades a Ecbàtana; també es creu que almenys temporalment, governava a Susa. Les seves monedes tenen inscripcions en grec i seguien el model de les monedes selèucides. Un text babiloni esmenta que el 145 les tropes elimaides del rei, anomenat "Kammashkiri Rei d'Elam", van atacar viles de Babilìnia però n'haurien estat expulsats per un contraatac selèucida a l'estiu (juny-juliol) del 144. No obstant el resultat final de la campanya és desconegut i sabem que els habitants de Seleucia del Tigrose (grec: Σελεύκεια, avui a l'Iraq a 35 km de Bagdad i 60 km al nord de Babilònia) van témer i van patir a les tropes elimaides. No se sap res del final del regant de Kamnaskires I; alguns historiadors consideren possible que fos la mateix persona que Kamnaskires I Sòter que hauria canviat el seu nom Sòter a Bicèfor durant el seu regnat. L'arrivada dels parts de Mitridates I vers el 140, amb la conquesta de Susa i Susiana, va fer recular els elimaids, però van poder conservar la seva independència momentàniament probablement mitjançant una submissió nominal temporal. Uns anys després tornem a trobar als elimaids en guerra contra els parts. Alguns historiadors pensen que Kamnaskirès II Nicèfor va morir en la lluita contra Mitridates I i el seu successor Okkonapses, segurament un usurpador, s'hauria sotmès temporalment.
Va seguir un període fosc de tres sobirans probablement usurpadors: Okkonapsès (o Hyknapses, vers el 139), conegut per quatre monedes d'estil purament grec (la lectura del seu nom és incerta i la datació tampoc no es port afermar); Darius (133/132 a 82/81 aC) que no hauria tingut el títol reial, sinó el de governador, i que només és conegut per una moneda on se li dona el títol de Sòter (Darius Sòter), sota el breu domini del qual s'hauria consolidat el poder part.
Torna a aparèixer amb importància vers el 80 aC amb les monedes del rei Kamnaskires III i la seva esposa la reina Anzaze, que mostren l'autonomia de que gaudia en aquest moment l'Elimaida dins l'Imperi Part; són peces basades també en el model grec però els cabells, la barba i els vestits dels reis són de tipus iranià/part. Fonts babilònies citades per Gilbert J.P.Mc Ewan, esmenten un conflicte a principis de l'any 77 aC entre Kamnaskires II (anomenat Qabinaschkiri a les fonts) i un rei part que per la data hauria de ser el rei part desconegut II, però que alguns consideren que era Orodès I (vers 90-80 aC però que podria haver governat fins vers el 75 aC). Estrabó esmenta una revolta de l'Elimaida però no en dona la data; podria tractar-se del mateix fet.
Un altre rei elimaida posterior, que seria Kamnaskires IV (vers 62 a 61 o 59 a 58 i 56 a 55 aC), és conegut per haver enviat ambaixador amb regals a Pompeu quan era a Armènia (any 65 aC); es suposa que buscava suport contra els parts segons pensen Plutarc i el propi Pompeu. Kamnaskires IV és conegut només per una moneda portant inscripcions en grec. Els dracmes i tetradracmes mostren un rei d'estil grec amb Zeus al revers.
Vers el 25/30 els elimaids haurien reconquerit Susa als parts. Una nova dinastia de reis elimaids hauria arribat al poder (els noms dels reis són ara diferents, similars als dels reis parts arsacides (com Orodes o Fraortes) i podrien ser prínceps parts. Alguns apareixen en baixos relleus rupestres entre els quals el de Tang-e Sarvak (o Tang-i Sarvak, pop de Behbahan al Khuzestan), cosa que recuperava la costum dels antics reis d'Elam; tot i així les inscripcions a les seves monedes o a les roques són en grec o més tard en arameu. Orodes I (vers 30/40) només és conegut per les seves monedes que porten una inscripció en arameu (Urud Malka - el rei Orodes) i són d'estil part. Un Orodes II (en Arameu: Urud, vers 55/60), segurament el seu fill, el va succeir. Dels reis posteriors no se'n sap res excepte que existeixen les seves monedes (sense data).
Quan Artaxerxes I es va revoltar contra el domini part, va conquerir tot el territori part suprimint les unitats autònomes, semiautònomes i semi-independents que allí coexistien, matant als seus líders locals i subordinant els seus territoris al govern imperial. Una inscripció d'Artaxerxes commemora la derrota d'un "Rei d'Ahvaz" (una vila del Khuzestan) que alguns erudits com Daniel T.Potts, consideren que era el rei d'Elimaida. Així es va acabar la autonomia política de l'Elimaida, passant a ser una província més dins de l'Imperi Sassànida, amb el nom de Susis o Susiana, que es creu que englobava Elimaida i Susiana (la parte occidental del antic Elam). La llengua elamita evolucionada es va seguir parlant i encara era viva a l'arribada dels àrabs.

## Monedes
Las monedes representen reis, que no se sap si eren parts o elimaidis. Les monedes estan basades en els models grecs, però la imatge del rei imita els models parts

## Reis
Els sobirans de l'època dels parts foren:
- Kamnaskires I Megas Sòter (vers 147-145 aC)
- Kamnaskires II Nicèfor (vers 145–139 aC)
- Okkonapses (vers 139-138 aC)
- Tigraios (138 o 137–133 o 132 aC)
- Darius (vers 132-? aC)
- Kamnaskires III (?-80 aC)
- Kamnaskires IV (vers 80-56 o 55 aC) amb la seva reina Anzaze
- Kamnaskires V[8] (vers 55-35 aC)
- Kamnaskires VI[9] (vers 35-28 aC)
- Kamnaskires VII[10] (vers 28 aC-1 dC)
- Kamnaskires VIII[11] (vers 1–15)
- Kamnaskires IX[12] (vers 15–25)
- Orodes I (primera meitat del segle I (vers 25-50)
- Orodes II (vers 50-70)
- Fraates[13] (fill d'Orodes I o II) (vers 70-90)
- Orodes III[14] (vers 90–100) (fill d'Orodes II)
- Kamnaskires-Orodes[15] (vers 100–120) (fill d'Orodes II)
- Ariobarzanes (vers 120-125)
- Osroes (vers 125–130)
- Desconegut I (vers 130–140)
- Orodes IV[16] i Ulpan (vers 140–160)
- Abarbasi[17] (vers 160–170)
- Orodes V[18] (vers 170–180) (fill de Beldusa)
- Vologeses[19] (vers 180-190)
- Desconegut II[20] (vers 190–210)
- Desconegut III[21] (vers 210–220)
- Orodes VI[22] (vers 220 – 224)